# Amolops kangtingensis
Espèce
Synonymes
- Staurois kangtingensis Liu, 1950

Statut de conservation UICN

 VU B1ab(iii)+2ab(iii) : Vulnérable
Amolops kangtingensis est une espèce d'amphibiens de la famille des Ranidae.

## Répartition
Cette espèce est endémique du xian de Kangding dans l'ouest de la province du Sichuan en République populaire de Chine. Elle se rencontre entre 2 600 à 3 500 m d'altitude,.

## Description
Amolops kangtingensis mesure entre 53 et 57 mm pour les mâles et entre 70 et 74 mm pour les femelles. Son dos est jaune verdâtre terne et présente de petites taches noires. Ses flancs sont marbrés de noir. Ses membres sont rayés irrégulièrement de sombre.

## Étymologie
Son nom d'espèce, composé de kangting et du suffixe latin -ensis, « qui vit dans, qui habite », lui a été donné en référence au lieu de sa découverte, le xian de Kangding, orthographié Kangting sur la publication originale.

## Publication originale
- Liu, 1950 : Amphibians of western China. Fieldiana, Zoology Memoires, vol. 2, p. 1-400 (texte intégral).